# Dragonslayer
Dragonslayer (stilizirano DragonSlayer) debitantski je studijski album švedskog heavy/power metal sastava Dream Evil. Diskogafska kuća Century Media Records objavila ga je 15. travnja 2002.

## Popis pjesama
| 1.    | »Chasing the Dragon«       | Fredrik Nordström, Gus G., Niklas Isfeldt, Peter Stålfors | Nordström, Gus G.            | 4:01 |
| 2.    | »In Flames You Burn«       | Isfeldt, Stålfors                                         | Isfeldt, Stålfors            | 4:34 |
| 3.    | »Save Us«                  | Nordström, Isfeldt, Stålfors, Gus G.                      | Nordström                    | 3:39 |
| 4.    | »Kingdom of the Damned«    | Isfeldt, Stålfors                                         | Stålfors                     | 3:54 |
| 5.    | »The Prophecy«             | Nordström, Gus G., Magnus                                 | Nordström, Gus G.            | 4:14 |
| 6.    | »The Chosen Ones«          | Nordström, Gus G., Isfeldt, Stålfors                      | Nordström                    | 5:02 |
| 7.    | »Losing You«               | Nordström, Gus G., Uncas Ryden                            | Nordström                    | 5:56 |
| 8.    | »The 7th Day«              | Nordström, Gus G., Isfeldt, Stålfors                      | Nordström, Isfeldt           | 3:33 |
| 9.    | »Heavy Metal in the Night« | Nordström, Gus G., Magnus                                 | Nordström, Gus G.            | 4:54 |
| 10.   | »H.M.J.«                   | Nordström, Gus G.                                         | Nordström, Gus G.            | 2:46 |
| 11.   | »Hail to the King«         | Nordström, Isfeldt, Stålfors                              | Nordström, Isfeldt, Stålfors | 3:30 |
| 12.   | »Outro« (instrumental)     |                                                           |                              | 0:15 |
| 46:18 |                            |                                                           |                              |      |

## Zasluge
| Dream Evil - Niklas Isfeldt – vokali - Gus G. – gitara - Fredrik Nordström – ritam-gitara, klavijature, produkcija, tonska obrada, miksanje - Peter Stålfors – bas-gitara - Snowy Shaw – bubnjevi Ostalo osoblje - Per Stålfors – uređivanje, fotografija - Göran Finnberg – masteriranje - Axel Hermann – naslovnica, omot albuma - Magnus – tekstovi (na pjesmama 5 i 9) - Uncas Ryden – tekst (na pjesmi "Losing You") |  | Dodatni glazbenici - Gian Kundig – zborski vokali - Daniel Gibson – zborski vokali - Martin Westerstrand – zborski vokali - Patrik J. – zborski vokali - Tony Jelencovich – zborski vokali - Richard "Burt" Raynolds – zborski vokali - Arnold Lindberg – zborski vokali - Frukost – zborski vokali - Charlie Storm – klavijature (na pjesmi "Chasing the Dragon") - Rikard Bengtsson – prateći vokali - Gothenburg Philharmonic String Section – gudaća glazbala |